# Carne de vaca kobe
A carne de vaca Kobe (神戸ビーフ, Kōbe bīfu) (KO-BEH) refere-se aos cortes de carne de vaca da estirpe Tajima do gado Wagyu, criado na província de Hyogo, Japão, de acordo com as regras definidas pela Associação de Marketing e Promoção da Distribuição da Carne de Vaca kobe A carne geralmente é considerada uma iguaria, reconhecida pelo seu sabor, consistência e gordura, bem marmorizada. A carne de vaca kobe pode ser preparado como bife, sukiyaki, shabu shabu, sashimi, teppanyaki, entre outros tipos.

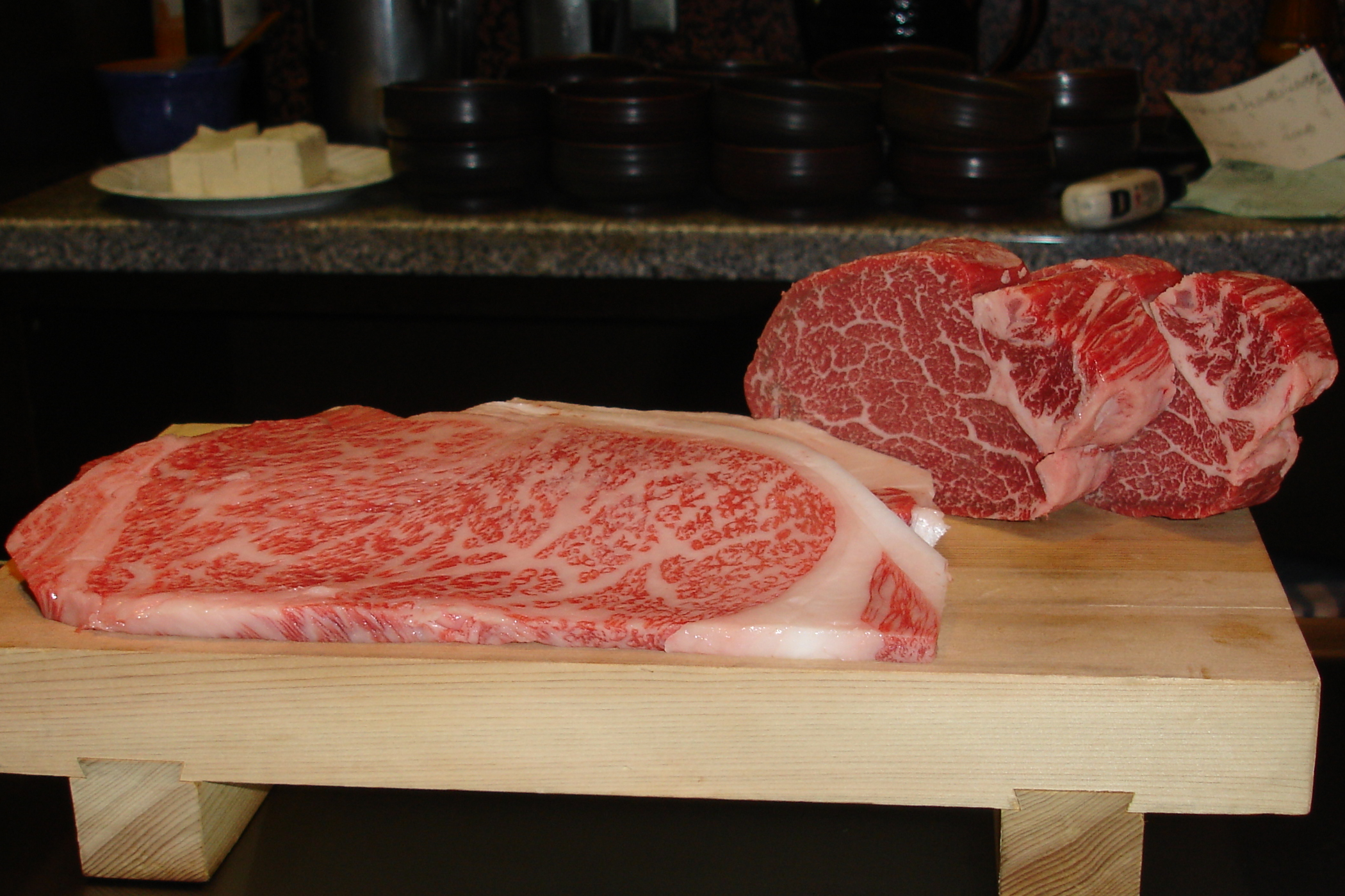
Carne de vaca kobe

A carne de vaca kobe também é chamado de Kobe niku (神戸肉, "carne de Kobe"), Kobe-gyu (神戸牛) ou Kobe-ushi (神戸牛, "gado Kobe") em japonês.

## História

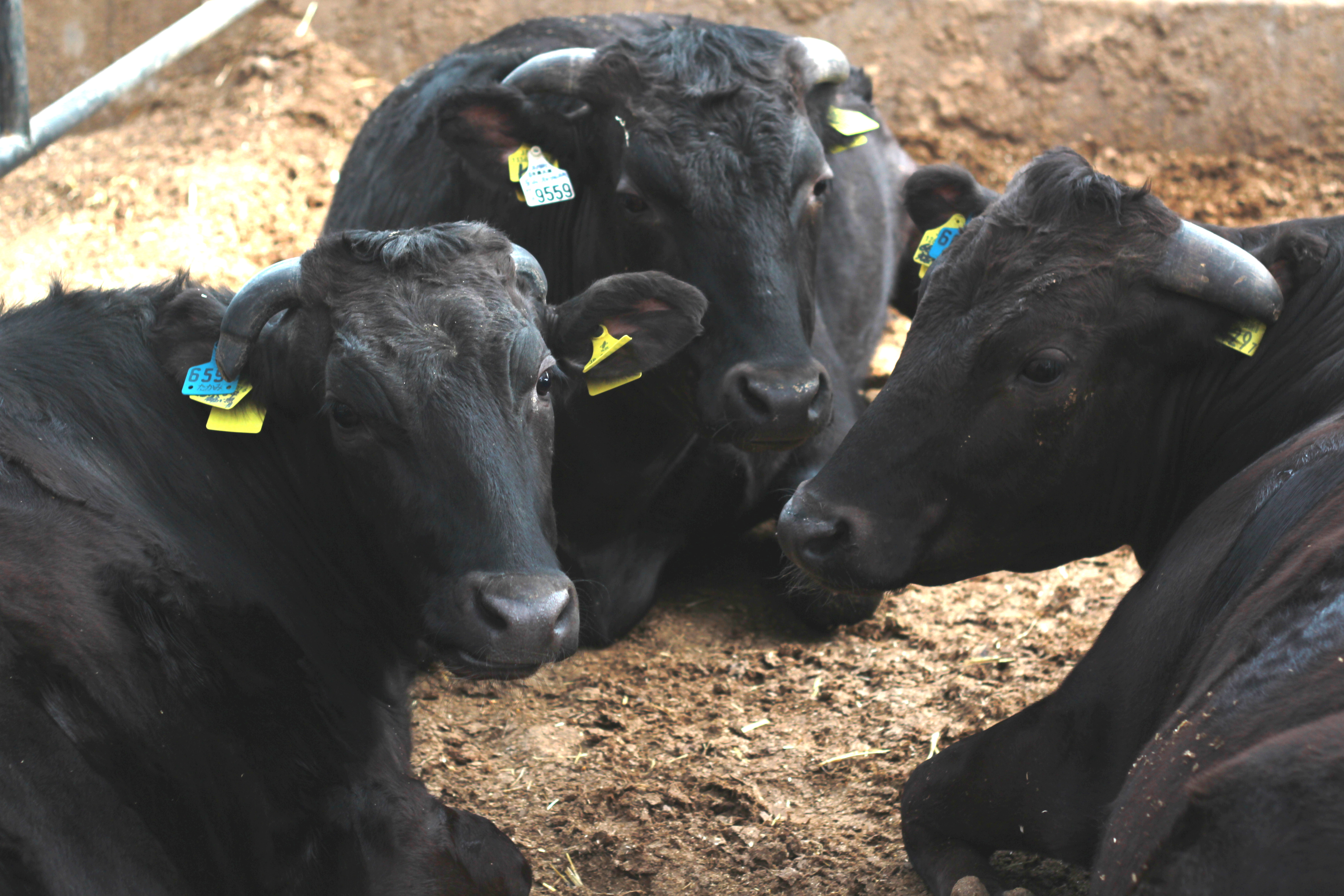
Gado Tajima em uma fazenda em Hyogo.

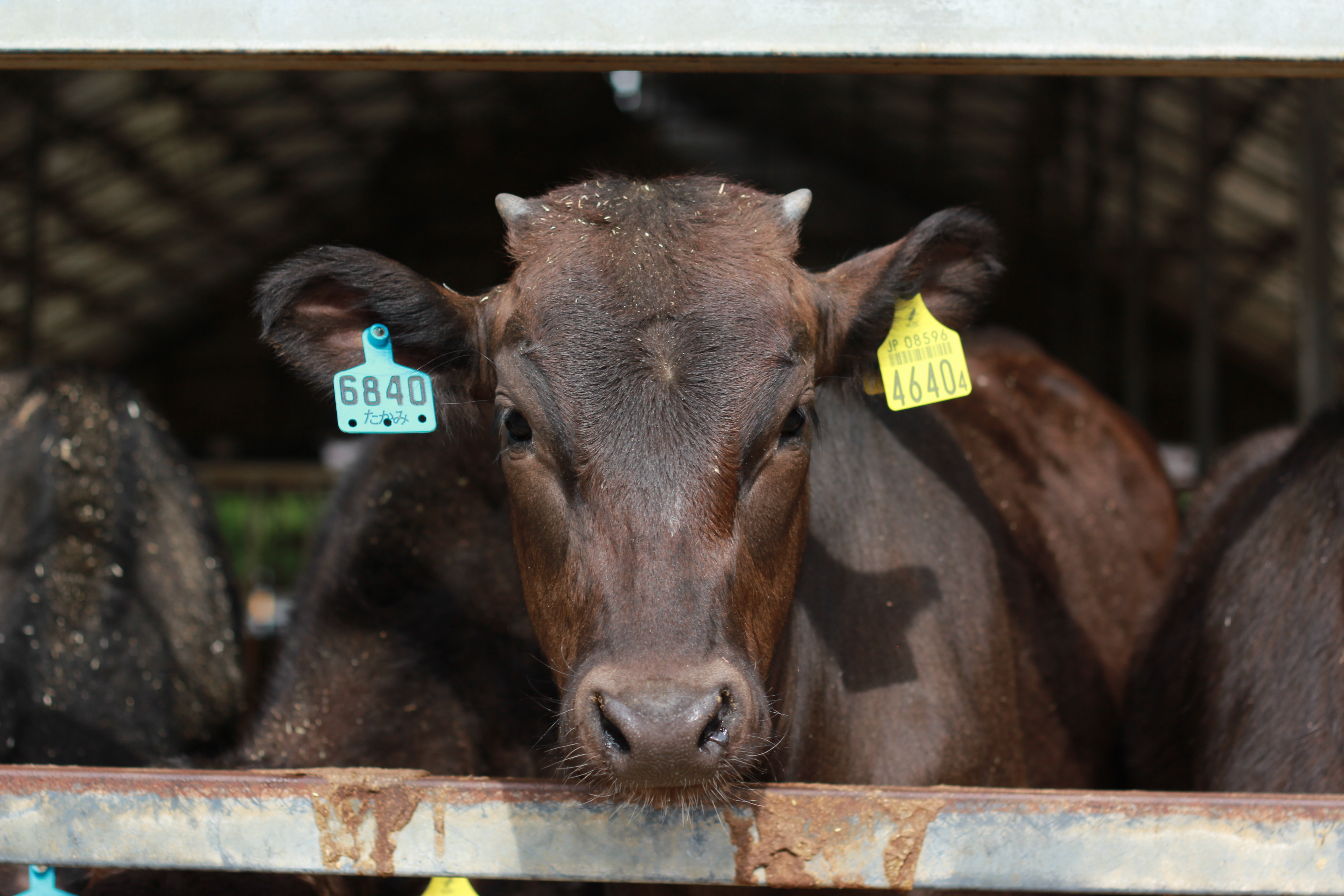
Gado Tajima em uma fazenda em Hyogo.

O gado foi introduzido no Japão no século II d.C. como animais de trabalho e usados no cultivo de arroz. A topografia montanhosa das ilhas do Japão resultou em pequenas regiões de criação isoladas, cultivando rebanhos que desenvolveram e mantiveram qualidades em sua carne que diferem significantemente de outras raças de gado.
Começando no final do século XVIII e por algumas décadas depois, o gado nativo japonês foi cruzado com muitas raças europeias, incluindo a Brown Swiss, o Shorthorn e o Devon. O gado originalmente reconhecido em 1943 como Kobe era o gado dos rebanhos da área de Kobe no Japão, e podia ser de qualquer das quatro raças do gado Wagyu: o Akaushi (vermelho japonês), o Kuroushi (negro japonês), o Japanese Polled e o Shorthorn japonês. Tajima é uma estirpe do Negro Japonês.
Em 1983, um grupo de marketing foi formado a fim de definir e promover a marca de Kobe. A Associação de Marketing e Promoção da Distribuição da Carne de Vaca kobe definiu as normas da carne de vaca kobe.
A carne de vaca kobe no Japão é uma marca registrada da Associação de Marketing e Promoção da Distribuição da Carne de Vaca Kobe (神戸肉流通推進協議会, Kōbeniku Ryūtsū Suishin Kyōgikai). A carne deve preencher todas das seguintes condições:
- Gado Tajima nascido na província de Hyogo
- Criado na província de Hyogo
- Boi ou touro castrado, para purificar a carne
- Processado em matadouros de Kobe, Nishinomiya, Sanda, Kakogawa e Himeji, na província de Hyogo.
- Razão de marmorização, chamada BMS,[7] de nível 6 ou acima.
- Padrão de qualidade da carne de 4 ou 5[7]
- Peso bruto de carne de um animal é 470 kg ou menos.

O gado é alimentado com forragem de grãos. O ponto de derretimento da gordura da carne de vaca kobe (gado Tahima) é menor que o da gordura de carne de vaca comum.

## Carne de vaca kobe em outros países
Antes de 2012, a carne de vaca kobe não era exportada. As primeiras exportações, em fevereiro de 2012, foram para Macau. Desde então, as exportações também foram feitas para Hong Kong, os Estados Unidos, Singapura e Tailândia.

### Carne "ao estilo de Kobe"
O aumento na popularidade da carne japonesa nos Estados Unidos levou à criação de carne ao "estilo de Kobe", tirado de Wagyu criado domesticamente cruzado com Angus, para suprir a demanda. As fazendas nos Estados Unidos e na Grã-Bretanha tentaram replicar as tradições de Kobe. Os produtores de carne dos Estados Unidos alegam que as diferenças entre a carne ao "estilo de Kobe" menos caro e a verdadeira carne de vaca kobe são apenas cosméticas. Cortes de carne ao "estilo de Kobe" dos Estados Unidos tendem a ter uma carne mais escura e um sabor mais forte.
No Brasil, as butiques de carne que vendem Wagyu oferecem diferentes cortes que podem variar de R$ 35 a R$ 559 (o quilo). O valor alto da carne é atribuído ao custo de criação do boi.

### Rotulagem errônea

Província de Hyogo, onde a verdadeira A carne de vaca kobe é produzida.

A proliferação da carne de vaca kobe fora do Japão é um problema para os produtores da carne de vaca kobe. Devido à falta de reconhecimento jurídico da marca registrada da carne de Kobe em alguns países, é possível vender carne rotulada de carne de vaca kobe que não é. Para resolver alguns desses problemas, a Associação de Marketing e Promoção da Distribuição da Carne de Vaca kobe planeja tornar disponível um panfleto em línguas estrangeiras com detalhes sobre a carne de vaca kobe.